# محمد الوزاني
محمد الوزاني (28 يناير 1990)، هو لاعب كرة قدم تونسي من مواليد السعودية .

## روابط خارجية
- محمد الوزاني على موقع قاعدة بيانات كرة القدم.إي يو (الإنجليزية)
- محمد الوزاني على موقع Soccerway.com (الإنجليزية)